# Dodona (geslacht)
Dodona is een geslacht van vlinders uit de familie van de prachtvlinders (Riodinidae), onderfamilie Nemeobiinae.
Dodona werd in 1861 voor het eerst wetenschappelijk beschreven door Hewitson.

## Soorten
Dodona omvat de volgende soorten:
- Dodona adonira Hewitson, 1866
- Dodona binghami (Moore, 1901)
- Dodona chrysapha Fruhstorfer, 1910
- Dodona deodata Hewitson, 1876
- Dodona dipoea Hewitson, 1866
- Dodona dracon Nicéville, 1897
- Dodona durga (Kollar, 1844)
- Dodona egeon (Westwood, 1851)
- Dodona elvira Staudinger, 1897
- Dodona eugenes Bates, H, 1867
- Dodona fruhstorferi Röber, 1897
- Dodona henrici Holland, 1887
- Dodona hoenei Forster, 1951
- Dodona kaolinkon Yoshino, 1999
- Dodona katerina Monastyrskii & Devyatkin, 2000
- Dodona mizunumai Hanafusa, 1989
- Dodona moritai Koiwaya & Shinkai, 1996
- Dodona ouida Hewitson, 1866
- Dodona speciosa Monastyrskii & Devyatkin, 2000
- Dodona windu Fruhstorfer, 1894